# Raimer Jochims
Raimer Jochims, né à Kiel le 22 septembre 1935, est un peintre, philosophe et historien de l'art allemand. Il vit et travaille actuellement à Maintal-Hochstadt. 
Depuis 1961, Raimer Jochims a créé des images presque noires par une addition des seuils des couleurs (‘noir chromatique’). Dans les images pliantes des années 1965/66 deux surfaces opposées sont peintes dans le même noir chromatique, mais semblent avoir une clarté différente à cause de la réflexion lumineuse. La vision s’approche à une unité, qui se produit dans le processus de la perception même. 

## Expositions
- 1990 	Bilder und Vorbilder, Portikus Francfort-sur-le-Main.
- 1982 	Retrospektive, Kunstverein Frankfurt; musée Wilhelm-Hack Ludwigshafen
- 1975 	Retrospektive, Städtisches Kunstmuseum Bonn
- 1968 	Kunsthalle Baden-Baden